# Санди (фонологија)
Санди (сандхи) је скуп фонолошких правила о мењању гласова према звучности или месту творбе у сложеницама или на границама две речи. Највише је заступљен у санскриту, одакле и потиче његов назив. Унутрашњи санди се јавља на границама морфема у речи, као што је случај са речју симпатија које је сложеница од грчких syn- и patheia.
У акцентским језицима, постоји и акцентско мењање, које у српском језику има облик енклитика и проклитика, док је најкомплексније у мандаринском језику.
У српском језику такође се јавља асимилација по звучности и месту творбе на границама речи. Тако предлог „с“ може имати различите звучне реализације у зависности од тога којим словом почиње следећа реч:
у конструкцији „с тобом“ изговор је „с“,
у конструкцији „с братом“ изговор ће бити „з“ (асимилација по звучности),
у конструкцији „с човеком“ изговор ће бити „ш“ (асимилација по месту творбе).